# Дмитриево (Череповецкий район)
Дмитриево — деревня в Череповецком районе Вологодской области.
Входит в состав Уломского сельского поселения, с точки зрения административно-территориального деления — в Николо-Раменский сельсовет.
Расстояние по автодороге до районного центра Череповца — 80 км, до центра муниципального образования Николо-Раменья — 10 км. Ближайшие населённые пункты — Заречье, Бузаково, Пустошка.
По переписи 2002 года население — 71 человек (35 мужчин, 36 женщин). Преобладающая национальность — русские (93 %).